# Diplusodon lanceolatus
Diplusodon lanceolatus là một loài thực vật có hoa trong họ Lythraceae. Loài này được Pohl mô tả khoa học đầu tiên năm 1827.